# Van vremena
Van vremena je 78. epizoda strip serijala Ken Parker. Objavljena je u br. 16. i 17. Ken Parkera izdavačke kuće System Comics u junu, odn. septembru 2005. godine. Obe sveske koštale su po 120 dinara (1,75 $; 1,45 €). Epizodu su nacrtali Đorđo Trevisan i Paskale Frisenda, a scenario napisao Đankarlo Berardi. Epizoda je imala ukupno 122 strane. 1. deo epizode imao je 14 strana (str. 73-86), a drugi 108 (str. 3-110).

## Originalna epizoda
Originalna epizoda objavljena je premijerno u Italiji u dva dela u Ken Parker Magazinu br. 28. i 29. koji su izašli u maju, odn. junu 1995. godine. Svaki deo imao je poseban naziv - Fuori tempo i I sentieri del cielo. Cena svakog Magazina iznosila je 5.000 lira (3,25 $; 4,89 DEM).

## Kratak sadržaj
Vest o Kenovom hapšenju dospela je i do Bostona. Kenov sin, Tedi Parker beži od kuće da bi mu se pridružio u zatvoru u Rapid Sitiju. Sa sobom nosi Kenovu treu knjigu Van vremena (Out of Time). (Prve dve knjige nose nazov Priča jednog čoveka i Nepoverenje.) Bel i Pol Venvort, njen suprug, kreću vozom za njim, ali Tedi uspeva da im pobegne.

### Vremenski kontekst epizode
Dok je u prethodnom romanima Ken priča o događajima koji su mu se desili tokom bežanja od policije u Kanadi, ova priča se desila hronološki ranije, 1878. god, pre nego što Ken stiže u Boston. (Dakle, pre 54. epizode opisane u LMS-734.)

### Dinamika Kenovog lika
Berardi ponovo podvlači Kenovo razočaranje ljudima i umor od života koje je započelo u Priči o jednom čoveku. Ken postaje svestan kako već godinama ponavlja iste stvari o Indijancima. U ovoj epizodi (odn. romanu koji je napisao) postaje svestan koliko je uzaludno ubediti Arnetta i njegove ljude da promene svoje predrasude o Indijancima. Kenov karakter se menja sa akumulacijom životnog iskustva.